# Käthen
Käthen là một đô thị thuộc huyện Stendal, bang Sachsen-Anhalt, Đức. Đô thị Käthen có diện tích 8,03 km², dân số thời điểm ngày 31 tháng 12 năm 2006 là 143 người.